# Katarina Bugarska
Katarina Bugarska (bugarski: Екатерина, Ekaterina) bila je kći cara Bugarske te carica Bizantskog Carstva 1057. – 1059.
Nije poznato kada je Katarina rođena. Njezini roditelji su bili car Bugarske Ivan Vladislav i njegova supruga Marija. Katarina je bila sestra cara Presijana II. i cara Alusijana te se udala za bizantskog cara Izaka I. Komnena, koji ju je učinio Augustom. Katarina i Izak su bili roditelji Manuela Komnena i Marije Komnene, koja je bila poznata po ljepoti. Nakon suprugove abdikacije, Katarina je otišla u samostan Myrelaion te je postala redovnica Ksena.
| Kraljevske titule                          | Kraljevske titule | Kraljevske titule                   |
| ------------------------------------------ | ----------------- | ----------------------------------- |
| prethodnik Helena (žena Konstantina VIII.) | Bizantska carica  | nasljednik Eudokija Makrembolitissa |